# Misako Enoki
Misako (Miswo) Enoki, född 23 januari 1945, är en japansk feminist.
Enoki var ledare för Rosa Pantrarna, den mest radikala organisationen inom 1970-talets japanska kvinnorörelse. Hon startade även Japans kvinnoparti inför de allmänna valen 1977.